# Schindelberg (Oberstaufen)
Schindelberg (mundartlich: Schindlbearg, uf de Schindlbearg num) ist ein Gemeindeteil der Marktgemeinde Oberstaufen im bayerisch-schwäbischen Landkreis Oberallgäu.

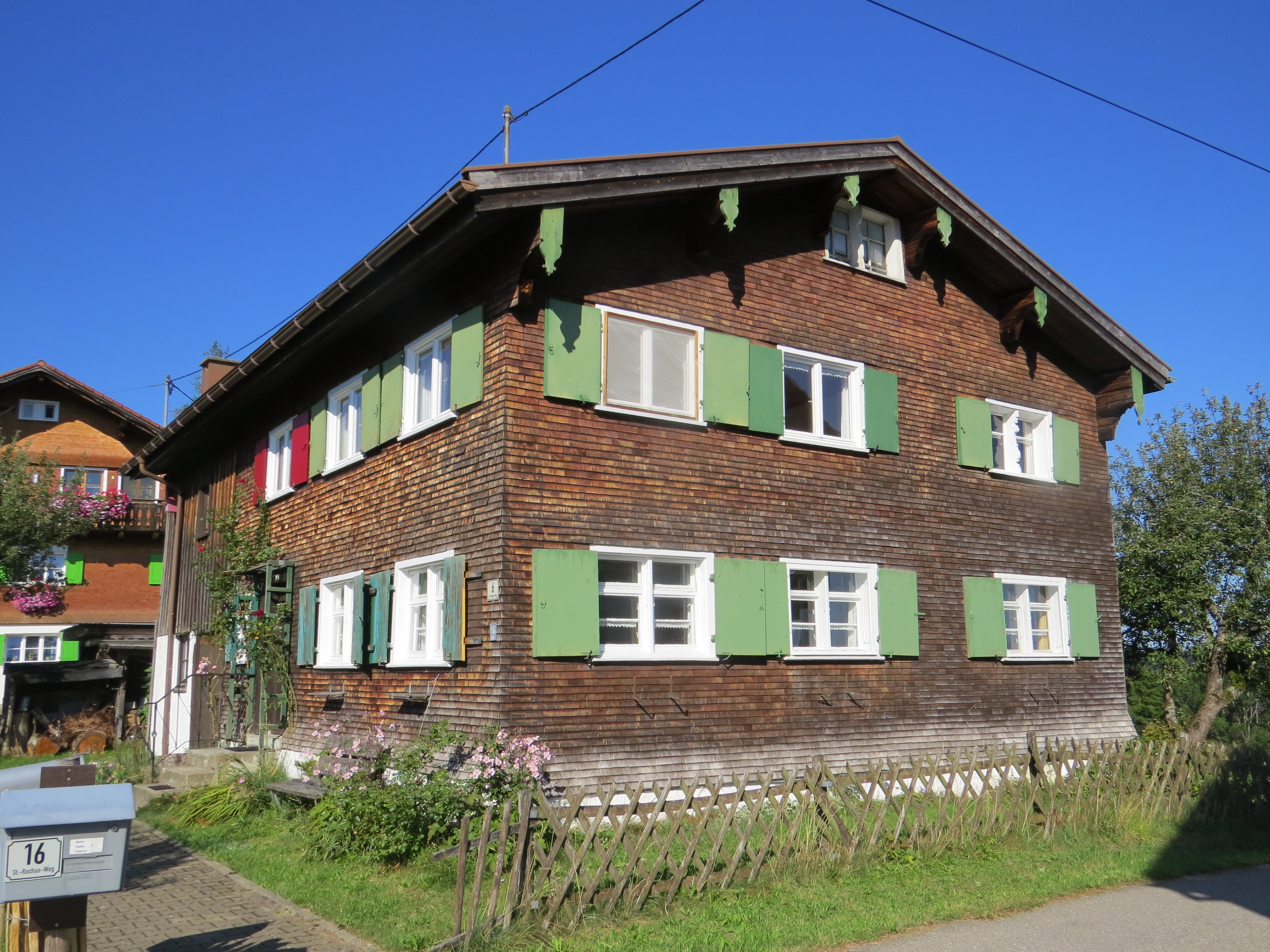
Baudenkmal in Schindelberg

## Geographie
Das Kirchdorf liegt circa 3,5 Kilometer südwestlich des Hauptorts Oberstaufen.

## Ortsname
Der Ortsname setzt sich aus dem Bestimmungswort Schindel sowie dem Grundwort -berg zusammen und bedeutet (Siedlung am) Berg, dessen Waldbestand zur Herstellung von Schindeln diente.

## Geschichte
Schindelberg wurde erstmals urkundlich im Jahr 1467 als Schindelberg bzw. Schyndelberg erwähnt. Die Kapelle  St. Rochus wurde im 17. Jahrhundert erbaut.

## Baudenkmäler
Siehe: Liste der Baudenkmäler in Schindelberg